# Webster County, Missouri
Webster County är ett administrativt område i delstaten Missouri, USA. År 2010 hade countyt 36 202 invånare. Den administrativa huvudorten (county seat) är Marshfield.

## Geografi
Enligt United States Census Bureau har countyt en total area på 1 538 km². 1 538 km² av den arean är land och 0 km² är vatten.    

### Angränsande countyn
- Dallas County - nordväst
- Laclede County - nordost
- Wright County - öst
- Douglas County - sydost
- Christian County - sydväst
- Greene County - väst